# Garniss Curtis

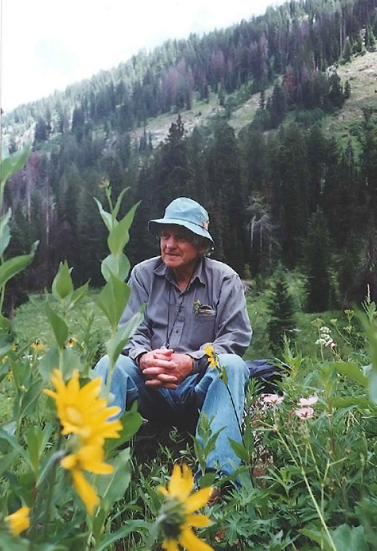
Garniss Curtis, 2001

Garniss Hearfield Curtis (* 27. Mai 1919 in San Rafael, Kalifornien; † 19. Dezember 2012 in Orinda, Kalifornien) war ein US-amerikanischer Geologe und Pionier auf dem Gebiet des Einsatzes der Isotopengeochemie für die Altersbestimmung von Fossilien.

## Leben
Getauft wurde Curtis als Chester Alphonse Kemp. Nach der Scheidung seiner Eltern änderte seine Mutter den Namen in Garniss Hearfield Kemp. Später nahm er den Familiennamen seines Stiefvaters an, so dass er von da an Garniss Hearfield Curtis hieß.
1942 erwarb er an der University of California, Berkeley, den Bachelor-Grad im Fachgebiet Bergbauingenieurwesen (Mining Engineering). Danach war er bis 1945 in Arizona als Bergbauingenieur bei der Christmas Copper Corporation beschäftigt und im Jahr darauf als Geologe bei der Shell Oil Company. Zurückgekehrt an die University of California, Berkeley, erwarb er dort im Jahr 1951 den Doktor-Grad (Ph.D.) im Fach Geologie und wurde noch im gleichen Jahr in Berkeley als Assistant Professor tätig. Vulkanologische Feldstudien am Mount Katmai in Alaska lenkten ab 1953 seine Aufmerksamkeit auf die Datierung von Vulkanaschen.
1958 wurde Curtis in Berkeley zum Associate Professor befördert und 1964 schließlich zum Professor für Geologie und Geophysik berufen, eine Position, die er bis zu seiner Emeritierung im Jahr 1989 beibehielt. Von 1988 bis 1994 war er zudem – zeitweise als Direktor für Geochronologie – am Institute of Human Origins in Berkeley tätig, 1994 gründete er das Berkeley Geochronology Center.
Garniss Curtis war 45 Jahre lang mit seiner 1987 verstorbenen Ehefrau Dorette Davis Curtis verheiratet; das Paar hatte drei Kinder.

## Forschung
Anfang der 1960er-Jahre entwickelte Curtis in Zusammenarbeit u. a. mit John Reynolds Verfahren zur radiometrischen Datierung von Gesteinsproben, insbesondere von vulkanischen Aschen, mit Hilfe der Kalium-Argon-Methode. Zur gleichen Zeit erforschte Donald E. Savage die Evolution – die Geschwindigkeit des Formenwandels – der fossilen Säugetier-Fauna Nordamerikas. Das Ergebnis des Zusammentreffens dieser unterschiedlichen Forschungsansätze war, dass die präzise Datierung vulkanischer Ablagerungen es ermöglichte, die zwischen zwei derartigen Schichten lagernden Fossilien ebenfalls zu datieren. Die besondere Leistung von Curtis war es, die von Reynolds entwickelte Methode auf relativ junge, wenige Millionen Jahre alte Ablagerungen anzuwenden und sie so auch für die Stammesgeschichte des Menschen nutzbar zu machen.
Während Curtis zunächst vor allem nordamerikanische Ascheschichten mit Ablagerungen in Europa korrelierte, nutzte er die Kalium-Argon-Methode gleichwohl auch für die Datierung afrikanischer Fossilien. Für weltweites Aufsehen sorgte 1961 beispielsweise seine – zunächst umstrittene, letztlich aber korrekte – Datierung des Schädels OH5 („Zinj“) eines Paranthropus boisei, der nach damaliger Interpretation als Vorfahre des anatomisch modernen Menschen (Homo sapiens) galt. Sein Alter von mindestens 1,75 Millionen Jahren bedeutete, dass die Stammlinie der Menschheit plötzlich um mehr als eine Million Jahre in die Vergangenheit verlängert worden war. Ab 1966 widmete sich auch sein Student Frank Brown den vulkanischen Aschen in Ostafrika und erarbeitete in den folgenden fast 50 Jahren eine datierte Chronologie von mehr als 300 Ascheschichten für diese Region, die als Wiege der Menschheit gilt.
Für Aufsehen sorgten in den 1990er-Jahren ferner seine Datierungen asiatischer Fundplätze von Homo erectus, die es nahelegen, dass Homo erectus und Homo sapiens zum Beispiel auf Java zeitweise nebeneinander gelebt haben.

## Ehrungen
Garniss Curtis war ab 1998 gewähltes Mitglied (Fellow) der American Association for the Advancement of Science und mehrere Jahre lang Präsident der Pacific Division dieser wissenschaftlichen Gesellschaft.

## Schriften (Auswahl)
- The geology of the Topaz Lake Quadrangle and the eastern half of Ebbetts Pass Quadrangle. University of California, Berkeley 1951, Dissertation.
- mit Andrew Hill, Steven Ward, Alan Deino und Robert Drake: Earliest Homo. In: Nature. Band 355, 1992, S. 719–722, doi:10.1038/355719a0
- mit Carl C. Swisher III et al.: Age of the earliest known hominids in Java, Indonesia. In: Science. Band 263, Nr. 5150, 1994, S. 1118–1121, doi:10.1126/science.8108729
- mit Carl C. Swisher III und Roger Lewin: Java Man: How Two Geologists Changed Our Understanding of Human Evolution. University of Chicago Press, 2001, ISBN 978-022678734-3.

## Belege
1. 1 2  Garniss Curtis, pioneer of precision fossil dating, has died at 93. Auf: news.berkeley.edu vom 26. Februar 2013
2. ↑  Lebenslauf auf garnisscurtis.net (Memento vom 26. Januar 2016 im Internet Archive), eingesehen am 17. Dezember 2017
3. ↑  Wie alt ist der Mensch? Knochenfunde in der Oldoway-Schlucht schockierten die Wissenschaft. Auf: zeit.de vom 6. Oktober 1961
4. ↑   C. C. Swisher III, W. J. Rink, S. C. Antón, H. P. Schwarcz, G. H. Curtis und A. Suprijo Widiasmoro: Latest Homo erectus of Java: Potential Contemporaneity with Homo sapiens in Southeast Asia. In: Science. Band 274, Nr. 5294, 1996, S. 1870–874, doi:10.1126/science.274.5294.1870

| Personendaten    | Personendaten             |
| ---------------- | ------------------------- |
| NAME             | Curtis, Garniss           |
| ALTERNATIVNAMEN  | Curtis, Garniss Hearfield |
| KURZBESCHREIBUNG | US-amerikanischer Geologe |
| GEBURTSDATUM     | 27. Mai 1919              |
| GEBURTSORT       | San Rafael, Kalifornien   |
| STERBEDATUM      | 19. Dezember 2012         |
| STERBEORT        | Orinda, Kalifornien       |